# Porphyrinia straminea
Porphyrinia straminea là một loài bướm đêm trong họ Noctuidae.